# Leones de Morelos
Leones de Morelos fue un equipo de fútbol profesional mexicano que participó brevemente en la Primera División 'A', categoría de ascenso del fútbol en México. Disputaba sus partidos de local en el estadio Mariano Matamoros de Xochitepec.

## Historia
El club fue fundado en 2004 como resultado de la reubicación y cambio de nombre del entonces Club Zacatepec. Esta transformación se produjo tras incidentes de violencia ocurridos durante la semifinal del torneo de 2003, lo que llevó a trasladar la franquicia a Xochitepec, en el estado de Morelos.
Debutó en la temporada Apertura 2004 heredando el lugar y el registro del Club Zacatepec en la liga. En su primer partido oficial venció 5-0 a Cruz Azul Oaxaca y finalizó la fase regular como segundo lugar de su grupo, logrando así la clasificación a la liguilla.
En la fase final del torneo, el equipo eliminó a Lagartos de Tabasco en cuartos de final, pero fue derrotado en semifinales por el Club León.
El club tuvo una participación de un solo torneo. Al término del certamen, la franquicia fue adquirida por un grupo empresarial que decidió trasladarla a la ciudad de Querétaro, donde fue utilizada para reconstituir al Querétaro Fútbol Club.